# 김윤희 (1979년)
김윤희(1979년 6월 20일 ~ )는 대한민국의 배우이다.

## 학력
- 계원예술고등학교 (졸업)

## 출연작

### 드라마
- 2001년 KBS2 쌍둥이네
- 2002년 MBC 고백
- 2004년 KBS2 애정의 조건
- 2005년 SBS 사랑한다 웬수야
- 2005년 KBS2 걱정하지마

### 영화
- 2003년 위대한 유산 - 마담
- 2006년 연리지 - 호텔녀
- 2006년 비열한 거리 - 룸싸롱 마담

### 예능
- SBS 좋은 친구들 - 2001년 7월 22일 출연
- KBS1 가족오락관 - 2001년 9월 8일, 2005년 8월 27일, 2005년 12월 3일 출연
- MBC 강호동의 천생연분 - 2003년 5월 17일 출연
- MBC 브레인 서바이버 - 2003년 9월 28일 출연
- SBS 일요일이 좋다 X맨 - 2005년 10월 30일, 2005년 11월 6일 출연